# Кременчуцький університет економіки, інформаційних технологій та управління
Кременчу́цький університе́т еконо́міки, інформаці́йних техноло́гій та управлі́ння — вищий навчальний заклад Кременчука.

## Історія
КУЕІТУ заснований в грудні 1992 року і є одним із перших недержавних вищих навчальних закладів в Україні. Першим ректором і засновником був Кравченко Юрій Іванович (1948—1997), ім'я якого сьогодні носить університет.

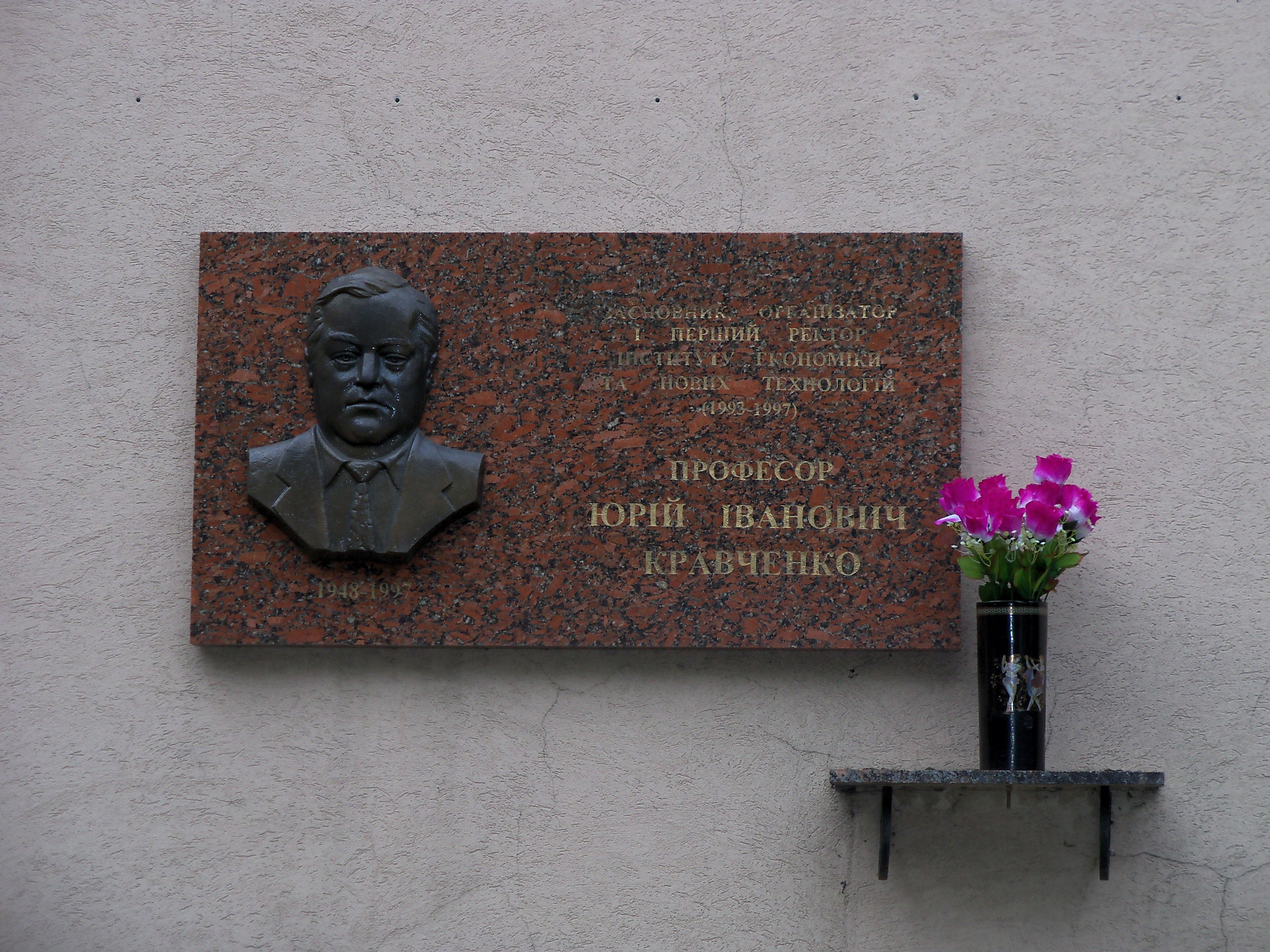
Меморіальна дошка першому ректору університету — Кравченку Юрію Івановичу

У структурі університету існують такі факультети: комп'ютерних технологій, економічний, гуманітарний, інженерний, післядипломної освіти та підвищення кваліфікації, довузівської підготовки, а також Криворізький інститут. На цих факультетах навчається понад 4000 студентів за спеціальностями: комп'ютеризовані системи управління і автоматики, інформаційні технології проектування, інформаційно-управляючі системи, облік і аудит, маркетинг, менеджмент організацій, переклад (англійська і німецька мови), журналістика (видавнича справа та редагування), автомобілі та автомобільне господарство, екологія і охорона навколишнього середовища.
В університеті нараховується 14 кафедр. Навчальний процес забезпечують понад 160 викладачів, 70% серед них — кандидати та доктори наук, професори і доценти. В університеті відкрита аспірантура зі спеціальностей: автоматизація процесів керування; інформаційні технології; технологія, обладнання та виробництво електронної техніки; автомобілі і трактори; екологічна безпека; економіка та управління підприємствами.
В університеті створено всі умови для морального виховання та фізичного розвитку студентів, а професорсько-викладацький колектив допомагає молоді ставати кваліфікованими спеціалістами .